# قله تپه دربند
قله تپه دربند مربوط به هزاره اول قبل از میلاد است و در شهرستان بهار، بخش صالح آباد، روستای دربند واقع شده و این اثر در تاریخ ۲۴ فروردین ۱۳۸۲ با شمارهٔ ثبت ۸۰۹۳ به‌عنوان یکی از آثار ملی ایران به ثبت رسیده است.